# 分子結

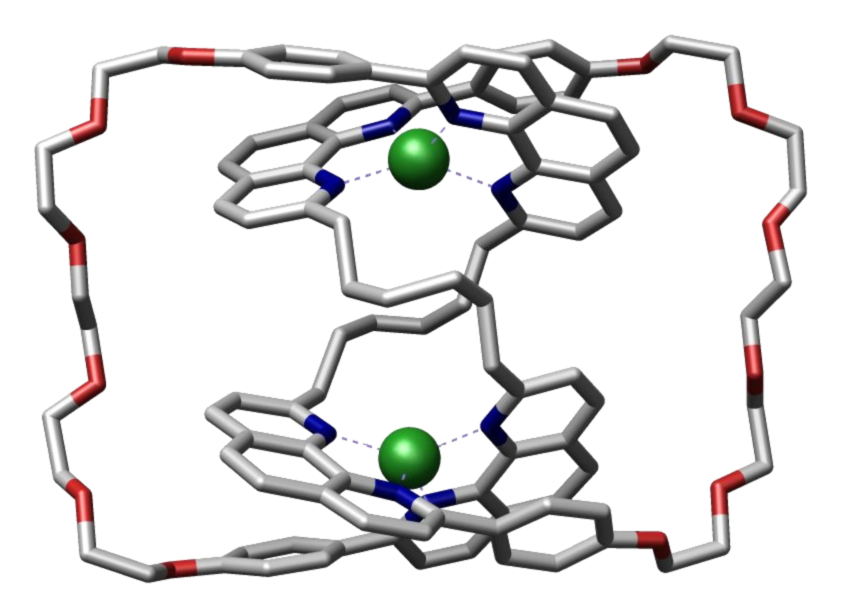
一個三叶的分子结，其中有二個終端的銅離子，由让-皮埃尔·索瓦日和其同事發現

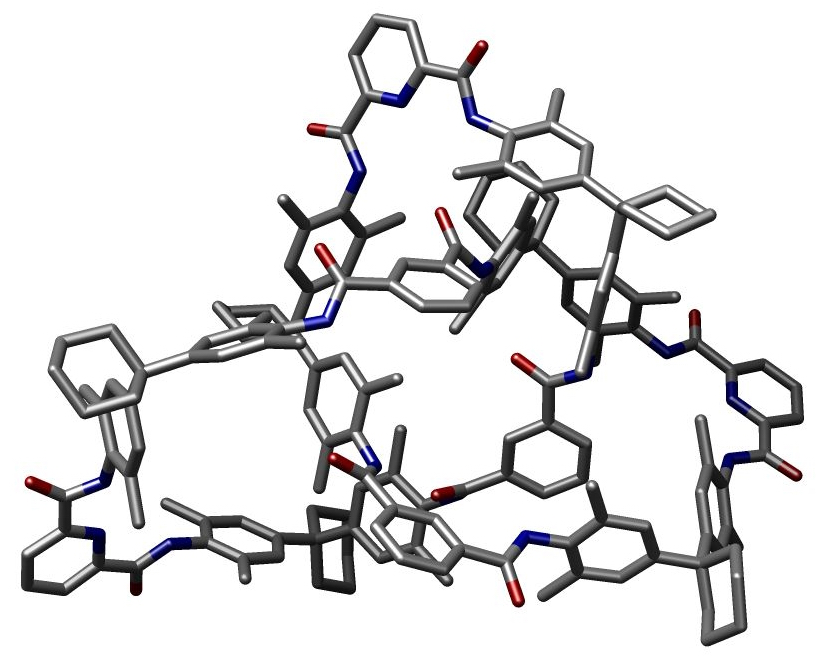
另一個三叶的分子结，由Vögtle及其同事在Angew. Chem. Int. Edit., 2000, 1616-1618.中發表

分子結（molecular knot，也稱為knotane）為一種類似繩結的机械互锁分子结构。三叶结組態的分子結為手性分子，至少有二個对映异构，像DNA和一些特定蛋白都是自然生成的分子結。乳铁蛋白和其線性的異構物有不同的性質。其他的合成分子結因為其球狀外形及奈米尺寸，因此是奈米科技中潛在的建設方塊。第一個合成分子結是由Sauvage在1989年合成。
knotane一詞是由Fritz Vögtle等在2000年在应用化学期刊中創建，類似Rotaxane（轮烷）、catenane（索烃），不過IUPAC尚未核定此一詞語。
已發現許多合成分子結的方式。也已找到合成五葉分子結的方式。